# Platymachaerota gressiti
Platymachaerota gressiti är en insektsart som beskrevs av Maa 1963. Platymachaerota gressiti ingår i släktet Platymachaerota och familjen Machaerotidae.
Artens utbredningsområde är Vietnam. Inga underarter finns listade i Catalogue of Life.